# Jungar, Ordos
Jungar är ett mongoliskt baner som lyder under Ordos stad på prefekturnivå i den autonoma regionen Inre Mongoliet i norra Kina. Det ligger omkring 110 kilometer söder om regionhuvudstaden Hohhot. 